# Wohn- und Wirtschaftsgebäude Bergstraße 7
Das Wohn- und Wirtschaftsgebäude Bergstraße 7 in der niedersächsischen Gemeinde Lilienthal-Seebergen im Landkreis Osterholz stammt aus der Mitte des 19. Jahrhunderts. Aktuell (2025) wird es zum Wohnen und gewerblich genutzt.
Das Gebäude steht unter Denkmalschutz (siehe auch Liste der Baudenkmale in Lilienthal).

## Geschichte und Beschreibung
Lilienthal geht auf die Gründung des Klosters Lilienthal im 13. Jahrhundert zurück. Der Ortsteil Seebergen wurde von um 1700 bis 1766 bei der Moorkolonisierung errichtet, bestand aus einzelnen Höfen und liegt südöstlich des Kerns von Lilienthal.
Das eingeschossige traufständige große Gebäude als typisches Zweiständer-Hallenhaus in Fachwerk mit Steinausfachungen, reetgedecktem Krüppelwalmdach und beidseitigen Niedersachsengiebeln mit Uhlenloch, Pferdeköpfen und Grooter Door mit Korbbogen wurde 1830 für „B.H.P. Bremer und Ehefrau A.M.“ nebst Sohn und Ehefrau (Inschrift) gebaut.